# 共产主义者联盟 (芬兰)
共产主义者联盟（芬兰语：Kommunistien Liitto）是芬兰的一个共产主义组织。该组织成立于2002年9月14日，有一些被开除出党的共产主义工人党－争取和平与社会主义前成员组建，当时取名为共产主义者。后来，该组织在向官方注册时改用现名。该组织的意识形态是共产主义、马克思列宁主义。
2006年，该组织的一些成员参与组建了芬兰工人党。